# Pavol Košala
Pavol Košala (* 1. ledna 1943) byl slovenský a československý politik Komunistické strany Slovenska a poslanec Sněmovny lidu Federálního shromáždění za normalizace.

## Biografie
K roku 1986 se profesně uvádí jako hlavní mechanizátor JZD. Šlo o JZD v obci Spišské Podhradie.
Ve volbách roku 1986 zasedl za KSS do Sněmovny lidu (volební obvod č. 196 - Spišská Nová Ves, Východoslovenský kraj). Ve Federálním shromáždění setrval do konce funkčního období, tedy do svobodných voleb roku 1990. Netýkal se ho proces kooptací do Federálního shromáždění po sametové revoluci.